# Grand Prix Formule 1 van San Marino 1984
De Grand Prix Formule 1 van San Marino 1984 werd gehouden op 6 mei in Imola. Het was de vierde race van het seizoen.

## Uitslag
| Positie | Nummer | Rijder             | Team              | Ronden | Tijd/Opgave         | Startplaats | Punten |
| ------- | ------ | ------------------ | ----------------- | ------ | ------------------- | ----------- | ------ |
| 1       | 7      | Alain Prost        | McLaren-TAG       | 60     | 1:36:53.679         | 2           | 9      |
| 2       | 28     | René Arnoux        | Ferrari           | 60     | + 13.416            | 6           | 6      |
| 3       | 11     | Elio de Angelis    | Lotus-Renault     | 59     | Geen benzine        | 11          | 4      |
| 4       | 16     | Derek Warwick      | Renault           | 59     | + 1 Ronde           | 4           | 3      |
| 5       | 18     | Thierry Boutsen    | Arrows-Ford       | 59     | + 1 Ronde           | 20          | 2      |
| 6       | 26     | Andrea de Cesaris  | Ligier-Renault    | 58     | Geen benzine        | 12          | 1      |
| 7       | 23     | Eddie Cheever      | Alfa Romeo        | 58     | Geen benzine        | 8           |        |
| 8       | 21     | Mauro Baldi        | Spirit-Hart       | 58     | + 2 Rondes          | 24          |        |
| 9       | 10     | Jonathan Palmer    | RAM-Hart          | 57     | + 3 Rondes          | 25          |        |
| DQ      | 4      | Stefan Bellof      | Tyrrell-Ford      | 59     | Gediskwalificeerd   | 21          |        |
| DQ      | 3      | Martin Brundle     | Tyrrell-Ford      | 55     | Gediskwalificeerd   | 22          |        |
| NF      | 9      | Philippe Alliot    | RAM-Hart          | 53     | Turbo               | 23          |        |
| NC      | 20     | Johnny Cecotto     | Toleman-Hart      | 52     | Niet geklasserd     | 19          |        |
| NF      | 1      | Nelson Piquet      | Brabham-BMW       | 48     | Turbo               | 1           |        |
| NF      | 2      | Teo Fabi           | Brabham-BMW       | 48     | Turbo               | 9           |        |
| NF      | 30     | Jo Gartner         | Osella-Alfa Romeo | 46     | Motor               | 26          |        |
| NF      | 17     | Marc Surer         | Arrows-BMW        | 40     | Turbo               | 16          |        |
| NF      | 14     | Manfred Winkelhock | ATS-BMW           | 31     | Turbo               | 7           |        |
| NF      | 27     | Michele Alboreto   | Ferrari           | 23     | Uitlaat             | 13          |        |
| NF      | 8      | Niki Lauda         | McLaren-TAG       | 15     | Motor               | 5           |        |
| NF      | 5      | Jacques Laffite    | Williams-Honda    | 11     | Motor               | 15          |        |
| NF      | 22     | Riccardo Patrese   | Alfa Romeo        | 6      | Elektrisch probleem | 10          |        |
| NF      | 12     | Nigel Mansell      | Lotus-Renault     | 2      | Spin                | 18          |        |
| NF      | 6      | Keke Rosberg       | Williams-Honda    | 2      | Elektrisch probleem | 3           |        |
| NF      | 15     | Patrick Tambay     | Renault           | 0      | Botsing             | 14          |        |
| NF      | 25     | Francois Hesnault  | Ligier-Renault    | 0      | Botsing             | 17          |        |
| NQ      | 24     | Piercarlo Ghinzani | Osella-Alfa Romeo |        |                     |             |        |
| NQ      | 19     | Ayrton Senna       | Toleman-Hart      |        |                     |             |        |

## Statistieken
| Pole-position | Nelson Piquet | Brabham-BMW | 1:28.517 |
| Snelste ronde | Nelson Piquet | Brabham-BMW | 1:33.275 |

## Noot
- Dit was het debuut van de Oostenrijkse coureur Jo Gartner.
- Honderdste Grand Prix-start voor Riccardo Patrese. Daarmee was Patrese de negentiende coureur die minstens 100 Grands Prix had gereden.
- Tiende pole position en tiende snelste ronde voor Nelson Piquet.

1981 · 1982 · 1983 · 1984 · 1985 · 1986 · 1987 · 1988 · 1989 · 1990 · 1991 · 1992 · 1993 · 1994 · 1995 · 1996 · 1997 · 1998 · 1999 · 2000 · 2001 · 2002 · 2003 · 2004 · 2005 · 2006